# Carlo Viola
Carlo Maria Viola (Zara, 2 novembre 1855 – Bologna, 4 agosto 1925) è stato un geologo italiano.

## Biografia
Diplomato alla Scuola d'applicazione di Roma e allievo alla Bergakademie di Berlino dal 1881 al 1883.
Successivamente fu ingegnere geologo addetto alla prima carta geologica d'Italia. È autore di testi di cristallografia e mineralogia.
È sepolto nel Chiostro degli Evangelici del cimitero monumentale della Certosa di Bologna.